# 凯文·斯特罗特曼
凯文·约翰内斯·威廉·斯特罗特曼（荷蘭語：Kevin Johannes Willem Strootman；1990年2月13日—）是已退役之荷兰职业足球运动员和现役国脚，司职中场，曾效力于意甲球隊热那亚、羅馬。

## 球員生涯

### 球會
斯特罗特曼在2008年第一次代表鹿特丹斯巴达参加荷兰顶级联赛。2010年球队不幸降入次级联赛，不过在次级联赛仅半个赛季后，斯特罗特曼的职业生涯却迎来了突飞猛进的提升。他于2011年1月加盟乌得勒支，重返顶级联赛。
2011年夏，他转会加盟荷兰豪门PSV埃因霍温。
2013年夏，斯特罗特曼以2000萬歐元轉投羅馬，迅速成為隊中主力。
2018年8月28日，马赛与罗马就2500万欧元（外加300万欧元奖金）的转会费达成一致，并与斯特罗特曼签订了一份为期五年的合同。

### 國家隊
2011年2月他获得第一次荷兰国家队出场机会，帮助球队战胜奥地利。
斯特罗特曼曾是荷兰国家队副队长。

## 荣誉
- 荷兰杯：2011/12
- 荷兰超级杯：2012